# آنسکور
آنسکور (انگلیسی: ANSCOR) شرکت هلدینگ فیلیپینی است، که در سال ۱۹۳۰ تأسیس شد.